# Ligne de Budapest à Pusztaszabolcs
La Ligne de Budapest à Pusztaszabolcs ou ligne 40A est une ligne de chemin de fer de Hongrie. Elle relie Budapest à Pusztaszabolcs.